# Pygmaeocidaris
Pygmaeocidaris is een geslacht van zee-egels uit de familie Arbaciidae.

## Soort
- Pygmaeocidaris prionigera (A. Agassiz, 1879)